# Steiner Antal (festő)
Steiner Antal (Sopron, 1898. szeptember 15. – Budapest, Józsefváros, 1966. április 16.) festőművész.

## Életútja
Steiner Rezső (Rudolf) festőművész és Krautt Irma fiaként született. Eleinte apjától tanult, majd Münchenben  képezte magát tovább. Az 1920-as évek elején tért vissza Sopronra, ahol végleg letelepedett. Kezdetben portrékat festett, majd nagyobb méretű történelmi jeleneteket vitt vászonra. Készített arcképet, életképet, plakátot, könyvcímlapot, ezen kívül restaurált és másolt is. Állandó szereplője volt a soproni tárlatoknak, miniatürjei elismerésre méltóak. Felesége Hlowatschek Karolina volt, akivel 1924-ben kötött házasságot Sopronban. Halálát szívmegállás okozta.